# Abu l-Husayn an-Nuri
 (août 2014).
Abū l-Husayn al-Nūrī (ابو الحسین النوری) est un soufi originaire du Khorassan, né vraisemblablement en 840 à Bagdad où il passa la majeure partie de sa vie. On rapporte qu’il irradiait de la lumière lorsqu’il parlait au point, quand il entrait dans une mosquée, de briller plus que la lueur des lampes elles-mêmes[réf. nécessaire]. Il déclara d’ailleurs avoir regardé la lumière jusqu’à devenir lui-même lumière. Disciple de Sarī al-Saqatī, il est connu pour son ascétisme. Durant le procès contre les soufis, ouvert par le hanbalite Ghulâm Khalīl, il offrit sa vie pour ses amis. Ce qui eut pour effet de les faire acquitter par le calife d’alors, al-Mu‘tadid. Il quitta ensuite Bagdad pour Bassorah et n’y revint qu’à la mort dudit calife. Ami de Junayd, il aimait participer au concert spirituel du samā‘. Il blâmait celui qui accomplit ses devoirs religieux pour de l’argent mais savait entendre la louange d’Allah dans toute créature, fût-ce un chien aboyant. Poète, de nombreux poèmes nous sont parvenus de lui. Il mourut à la suite de blessures, selon certains, après avoir chuté dans une roseraie, et selon d’autres, lors d’un état spirituel (''hāl''). À sa mort en 907, Junayd déclara qu’avec lui, « la moitié du soufisme avait disparu ».